# Zoidberg
Doctor John A. Zoidberg (normalment escurçat a Zoidberg) és un personatge fictici de la sèrie televisiva de dibuixos animats Futurama. És un Decapodià, un alienígena del tipus llagosta, que treballa com a metge a l'empresa Planet Express del Professor Farnsworth, malgrat la seva desconeixença de la fisiologia humana i, segons nombroses al·lusions, a les seves referències qüestionables. El seu personatge parodia els doctors moderns que gaudeixen d'una suposada riquesa i respecte social; la seva incompetència en medicina humana fa que sigui extremadament pobre malgrat la seva professió i quan no tenia feina havia estat sovint sense sostre. El fet de ser decàpode (anomenat després del real Decapoda ordre de deu-footed crustacis) és una paròdia estesa en la cultura Jiddish. Zoidberg és interpretat per l'actor de veu Billy Oest i el seu accent amb influències Jiddish està inspirat en George Jessel i Lou Jacobi.

## Creació del personatge
El nom Zoidberg prové d'un videojoc per a Apple II que David X. Cohen va crear quan anava a l'institut similar al joc Qix i que anomenà Zoid. El joc no va ser acceptat per Brøderbund. Cohen es va inspirar per idear el Dr. Zoidberg, entre d'altres, en el personatge Leonard McCoy de Star Trek que era un home que exercia de doctor a l'USS Enterprise i sovint practicava medicina a alienígenes com Spock. Així doncs, Cohen va pensar que podria ser interessant que a Futurama fos un alienígena que batalles amb la difícil situació de tractar humans.